# Sigismond Guillaume de Berckheim
Sigismond Guillaume de Berckheim (né le 24 mai 1819 à Mannheim et décédé le 2 avril 1884 à Paris) est un général français, neveu du baron et général d'Empire Sigismond-Frédéric de Berckheim.

## Biographie
Issu d'une vieille famille de la noblesse d'Alsace, Sigismond de Berckheim entre à l’école Polytechnique en 1837, à l'âge de 18 ans. Il en sort sous-lieutenant d’artillerie deux ans plus tard. Il est promu capitaine en 1846 et, quelques années plus tard, devient officier d’ordonnance de l’empereur Napoléon III. Il a combattu pour la France dans la guerre de Crimée en 1854, a fait la campagne d’Italie, puis la campagne du Mexique, où il est promu commandeur de la Légion d’honneur. À son retour en France, il devient général de brigade (1866).
Il participe à la guerre franco-prussienne de 1870 dans l’armée du Rhin, dont il commande l’artillerie de l’un des corps. Lors de la reddition de Metz, il est fait prisonnier de guerre, mais est autorisé à demeurer dans le château de Weinheim, propriété de son frère. À son retour de détention, il participe à la répression de la Commune de Paris et commande l’artillerie qui fit feu sur le fort d’Issy. De 1879 à 1882, il préside le comité d'artillerie et, de 1882 à 1884, commande le 4e corps de l'armée française (Le Mans). En 1872, il est nommé général de division et, huit ans plus tard, est nommé grand croix de la Légion d’honneur.

## Mariage et descendance
Le 14 mai 1851, Sigismond de Berckheim épouse Elisabeth Levisse de Montigny-Jaucourt, fille de Louis Charles François Levisse de Montigny (1786-1876), qui avait été adopté par le marquis François de Jaucourt, pour sauver le nom de cette famille.
Le couple a eu quatre enfants :
- Auguste Françoise Marie de Berckheim (Paris, 1852–Paris, 1897). Marie de Berckheim épouse, en 1877, l'officier Pierre Émile Arnaud Édouard de Colbert-Chabanais (1834-1905) ;
- Christian Egenolf François de Berckheim (1853–1935), général de brigade, qui épouse, en 1886, Elisabeth de Pourtalès (1867–1952) ;
- Ida Françoise Fernande (Paris, 1858–Paris, 1951) ; Elle épouse Daniel THURET le 2 juin 1880 et eut un fils Pierre THURET né à Paris le 22 octobre 1888. Lieutenant au 5éme tirailleurs algériens, Pierre THURET est tombé au combat le 28 janvier 1915 à Nieuwpoort Belgique
- Théodore de Berckheim (Versailles, 1865–Paris, 1936).